# أندي ميدلتون
أندي ميدلتون (بالإنجليزية: Andy Middleton) هو موسيقي وملحن أمريكي، ولد في 1963 في هاريسبرج في الولايات المتحدة.

## وصلات خارجية
- أندي ميدلتون على موقع ميوزك برينز (الإنجليزية)
- أندي ميدلتون على موقع أول ميوزيك (الإنجليزية)
- أندي ميدلتون على موقع ديسكوغز (الإنجليزية)